# Truyện cười Việt Nam
Truyện cười Việt Nam (còn gọi là truyện tiếu lâm) là một lĩnh vực truyện kể dân gian rộng lớn, đa dạng, phức tạp bao gồm những hình thức được gọi bằng những danh từ khác nhau như truyện tiếu lâm, truyện khôi hài, truyện trào phúng, truyện trạng, giai thoại hài hước.  Tiếng cười trong sinh học mang tính bản năng, vô thức phát ra do phản ứng của cơ thể một cách đơn thuần. Trong khi, tiếng cười tâm lý xã hội biểu thị thái độ, bộc lộ tư tưởng, tình cảm con người. Tiếng cười tâm lý xã hội có hai loại nhỏ: tiếng cười tán thưởng và tiếng cười phê phán.
- Tiếng cười tán thưởng biểu thị niềm vui, sự yêu mến. Tiếng cười phê phán biểu thị sự khinh ghét, sự phủ nhận.
- Tiếng cười phê phán là cái cười trong truyện cười. Cái cười phát ra từ cái đáng cười. Cái đáng cười chứa đựng cái hài hiểu theo nghĩa triết học, nghĩa là có mâu thuẫn bên trong. Đó là mâu thuẫn giữa cái xấu và cái đẹp, giữa hình tượng và ý niệm, giữa sinh động và máy móc.

## Nội dung
Nội dung của truyện cười có các mục đích:
- Mua vui giải trí: nhằm mục đích giải trí là chủ yếu, song nó cũng có tính chất phê phán nhẹ nhàng những thói xấu của người bình dân, những lầm lẫn, hớ hênh, những tình huống trớ trêu: (Tay ải tay ai, Thấy dễ mà thèm, Ăn vụng gặp nhau...) như các giai thoại về Bác Ba Phi
- Phê bình giáo dục: phê bình thói hư tật xấu của người chung quanh trong xã hội đương thời: Hội sợ vợ, Lợn cưới áo mới, Sợ quá nói liều...
- Đả kích: vạch trần cái ác, cái xấu có tính bản chất của giai cấp thống trị, lãnh đạo. Truyện trào phúng đả kích từ vua chúa, quan chức đến địa chủ cường hào, thầy đồ, thầy chùa, thầy pháp, thầy lang, nhà giàu mới, ông bà chủ, sếp... (Quan huyện thanh liêm, Thần bia trả nghĩa, Nó phải bằng hai mày, Nam mô... boong, Thầy đồ liếm mật, Chỉ có một con ma...). Hệ thống truyện trạng (tiêu biểu là truyện Trạng Quỳnh, truyện ông Ó), Ba Giai Tú Xuất,...

## Phân loại
Theo tiêu chí kết cấu thì truyện cười có 2 nhóm lớn:
- Truyện cười kết chuỗi:
  - Nhóm truyện cười về nhân vật trung tâm là đối tượng của tiếng cười phê phán (Trạng Lợn)
  - Nhóm truyện cười về nhân vật trung tâm là người được ca ngợi, thán phục, đã dũng cảm, mưu trí đấu tranh chống cái xấu, cái ác (Trạng Quỳnh).
- Truyện cười không kết chuỗi:
  - Truyện khôi hài (giải trí là chủ yếu),
  - Truyện trào phúng (phê phán là chủ yếu), và
  - Truyện tiếu lâm (có yếu tố tục).

## Một số truyện cười Việt Nam
- Thầy bói xem voi
- Tam đại con gà
- Lợn cưới, áo mới
- Đi chợ
- Nhưng nó phải bằng hai mày
- Treo biển
- Mua kính